# Arnolfo II di Fiandra
Arnolfo II di Fiandra detto il Giovane (961 circa – Gand, 30 marzo 987) fu Abate laico di San Bertino dal 962 e conte di Fiandra e d'Artois dal 964, sino alla morte.

## Origine
Era l'unico figlio del conte di Fiandra, conte d'Artois e abate laico di San Bertino, Baldovino III e di Matilde di Sassonia, che secondo l'Annalista Saxo Matilde era la figlia femmina primogenita di Ermanno Billung, duca di Sassonia, e di Hildegard di Westerburg.
Baldovino III di Fiandra era il figlio maschio primogenito, ma ben presto anche l'unico in vita, del terzo conte di Fiandra, Conte di Boulogne, conte d'Artois e Abate laico di San Bertino, Arnolfo I e di Adele (915 - 960), la figlia femmina primogenita del conte di Vermandois, di Meaux, di Soissons e di Madrie e di Vexin, signore di Peronne, Senlis e San Quintino e futuro conte di Troyes, Erberto II (880 – 943) (discendente del re d'Italia, Bernardo, nipote di Carlo Magno) e di Adele (ca. 895- ca. 931), l'unica figlia del marchese di Neustria e futuro re di Francia, Roberto I, e di Adele del Maine, come è indicato nelle Europäische Stammtafeln., vol II, cap. 10 (non consultate). La Genealogiae Comitum Flandriae precisa che Adele era nipote di due re dei Franchi occidentali, Oddone e Roberto I, mentre la Chronica Albrici Monachi Trium Fontium, citandoli nell'anno 920, conferma la parentela tra Erberto II e Roberto I..

## Biografia
Quando suo padre, Baldovino III, morì, probabilmente di vaiolo, il 1º gennaio del 962, Arnolfo, che era solo un bambino di pochi mesi ereditò dal padre
il titolo di Abate di San Bertino, mentre il nonno, Arnolfo I riprese il governo delle contee in prima persona e, per garantire la successione al proprio nipote, Arnolfo, in quello stesso anno (962) cedette al re dei Franchi occidentali, Lotario IV, l'Ostravent, il Ponthieu, Amiens e la contea d'Artois (quest'ultima però rimase unita alla contea di Fiandra) e, a quanto pare, gli cedette anche la contea di Fiandra, rimanendone solo l'usufruttuario.
Quando nel 964, dopo circa tre anni, Arnolfo I morì, Lotario IV invase le Fiandre e l'Artois, occupando Arras, Douai e Saint-Amand, raggiunse il fiume Lys. Allora i Fiamminghi reagirono ed elessero loro conte il nipote di Arnolfo I, Arnolfo II. Le contee di Fiandra e d'Artois andarono al nipote, Arnolfo II, sotto la reggenza dello zio, Baldovino, detto Baldzo (?- 973), che si era autoproclamato conte di Courtrai e infatti, nel documento nº 39 del 29 ottobre 965 viene citato col titolo di conte. Baldzo era figlio illegittimo di Adalolfo, fratello di Arnolfo I, che, secondo la Genealogiae Comitum Flandriae, alla morte di Adalolfo, era stato adottato dallo zio.
Il documento nº 41 delle Chartes et documents de l'abbaye de Saint Pierre au Mont Blandin à Gand, ci informa di una donazione fatta, l'11 aprile 969, al monastero stesso, dal conte d'Olanda, Teodorico II, suo zio, controfirmata tra gli altri da Arnolfo II, definito giovane marchese (Arnulfi junioris marchysi), il documento nº 45 delle Chartes et documents de l'abbaye de Saint Pierre au Mont Blandin à Gand, ci documenta una donazione fatta, il 31 gennaio 972, al monastero stesso, da Arnolfo II il giovane e controfirmata, tra gli altri, dallo zio, Teodorico II d'Olanda e dal cugino, Arnolfo II di Boulogne e infine, il documento nº 48 delle Chartes et documents de l'abbaye de Saint Pierre au Mont Blandin à Gand, ci documenta una donazione fatta, il 2 ottobre 974, ancora dallo zio, Teodorico II d'Olanda e la moglie, sua zia Hildegarda di Fiandra, controfirmata da Arnolfo II.
Quando Arnolfo II, nel 976, avendo raggiunto la maggiore età, poté governare direttamente, le sue contee avevano perso alcuni dei territori meridionali che erano stati conquistati dal nonno, Arnolfo I, perché in quegli anni, il re Lotario IV, che si atteggiava a suo protettore si era appropriato dei territori di sud-est, cedutigli da Arnolfo I, suo zio, il quarto conte d'Olanda, Teodorico II, aveva occupato Gand e il Waasland. Inoltre il re di Germania e futuro imperatore del Sacro Romano Impero, Ottone II aveva avanzato i confini dei suoi territori sino al fiume Schelda (da Valenciennes, a sud, ad Anversa, a nord).
La morte di Arnolfo II viene riportata sia dagli Annales Elnonenses Minores sia dagli Annales Blandinienses. Arnolfo fu tumulato nel monastero di San Pietro a Gand.
Ad Arnolfo II succedette il figlio, Baldovino, sotto la tutela della madre, Rozala e con la protezione del re dei Franchi occidentali, Ugo Capeto.

## Matrimonio e discendenza
Arnolfo II aveva sposato, nel 968 circa, Rozala, come è indicato nelle Europäische Stammtafeln., vol II, cap. 5 (non consultate). Rozala era figlia del re d'Italia Berengario II e di Willa III d'Arles, figlia a sua volta del marchese di Toscana Bosone. Secondo gli Annales Elnonenses Minores il matrimonio poteva essere avvenuto anche prima. Dalla loro unione nacquero due figli:
- Matilde ( - prima del 24 luglio 995), morta giovane,
- Baldovino IV[17](980-30 maggio 1035), conte di Fiandra e d' Artois.

## Ascendenza
|                          |                         |                          | Genitori                     |  |  | Nonni |  |  | Bisnonni                |  |  | Trisnonni              |  |
|                          |                         |                          |                              |  |  |       |  |  | Baldovino II di Fiandra |  |  | Baldovino I di Fiandra |  |
|                          |                         |                          |                              |  |  |       |  |  | Baldovino II di Fiandra |  |  | Baldovino I di Fiandra |  |
|                          |                         | Giuditta di Francia      |                              |  |  |       |  |  | Baldovino II di Fiandra |  |  |                        |  |
| Arnolfo I di Fiandra     |                         |                          |                              |  |  |       |  |  | Baldovino II di Fiandra |  |  |                        |  |
|                          |                         | Elfrida del Wessex       | Alfredo il Grande            |  |  |       |  |  |                         |  |  |                        |  |
|                          |                         | Elfrida del Wessex       | Alfredo il Grande            |  |  |       |  |  |                         |  |  |                        |  |
|                          |                         | Elfrida del Wessex       | Ealhswith                    |  |  |       |  |  |                         |  |  |                        |  |
| Baldovino III di Fiandra |                         | Elfrida del Wessex       |                              |  |  |       |  |  |                         |  |  |                        |  |
|                          |                         | Erberto II di Vermandois | Erberto I di Vermandois      |  |  |       |  |  |                         |  |  |                        |  |
|                          |                         | Erberto II di Vermandois | Erberto I di Vermandois      |  |  |       |  |  |                         |  |  |                        |  |
|                          |                         | Erberto II di Vermandois | Liutgarda o Berta de Morvois |  |  |       |  |  |                         |  |  |                        |  |
| Adele di Vermandois      |                         | Erberto II di Vermandois |                              |  |  |       |  |  |                         |  |  |                        |  |
|                          |                         | Adele                    | Roberto I di Francia         |  |  |       |  |  |                         |  |  |                        |  |
|                          |                         | Adele                    | Roberto I di Francia         |  |  |       |  |  |                         |  |  |                        |  |
|                          |                         | Adele                    | Adele del Maine              |  |  |       |  |  |                         |  |  |                        |  |
| Arnolfo II di Fiandra    |                         | Adele                    |                              |  |  |       |  |  |                         |  |  |                        |  |
|                          | Billung von Stubenskorn | …                        |                              |  |  |       |  |  |                         |  |  |                        |  |
|                          | Billung von Stubenskorn | …                        |                              |  |  |       |  |  |                         |  |  |                        |  |
|                          | Billung von Stubenskorn | …                        |                              |  |  |       |  |  |                         |  |  |                        |  |
| Ermanno di Sassonia      | Billung von Stubenskorn |                          |                              |  |  |       |  |  |                         |  |  |                        |  |
|                          |                         | Ermengarda di Nantes     | …                            |  |  |       |  |  |                         |  |  |                        |  |
|                          |                         | Ermengarda di Nantes     | …                            |  |  |       |  |  |                         |  |  |                        |  |
|                          |                         | Ermengarda di Nantes     | …                            |  |  |       |  |  |                         |  |  |                        |  |
| Matilde di Sassonia      |                         | Ermengarda di Nantes     |                              |  |  |       |  |  |                         |  |  |                        |  |
|                          |                         | …                        | …                            |  |  |       |  |  |                         |  |  |                        |  |
|                          |                         | …                        | …                            |  |  |       |  |  |                         |  |  |                        |  |
|                          |                         | …                        | …                            |  |  |       |  |  |                         |  |  |                        |  |
| Ildegarda di Westerburg  |                         | …                        |                              |  |  |       |  |  |                         |  |  |                        |  |
|                          |                         | …                        | …                            |  |  |       |  |  |                         |  |  |                        |  |
|                          |                         | …                        | …                            |  |  |       |  |  |                         |  |  |                        |  |
|                          |                         | …                        | …                            |  |  |       |  |  |                         |  |  |                        |  |
|                          |                         | …                        |                              |  |  |       |  |  |                         |  |  |                        |  |

### Fonti primarie
- (LA) Monumenta Germaniae Historica, Scriptores, tomus XXIII (archiviato dall'url originale il 23 settembre 2015)..
- (LA) Monumenta Germaniae Historica, Scriptores, tomus IX (archiviato dall'url originale il 12 maggio 2013)..
- (LA) Monumenta Germaniae Historica, Scriptores, tomus V (archiviato dall'url originale il 23 agosto 2017)..
- (LA) Chartes et documents de l'abbaye de Saint Pierre au Mont Blandin à Gand..
- (LA) Monumenta Germaniae Historica, Scriptores, tomus VI..

### Letteratura storiografica
- Louis Halphen, Francia: gli ultimi Carolingi e l'ascesa di Ugo Capeto (888-987), in «Storia del mondo medievale», vol. II, 1999, pp. 636–661